# Измалково (Московская область)
Изма́лково — деревня в Одинцовском городском округе Московской области России.

## Расположение

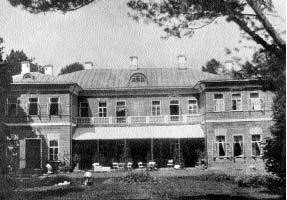
Подмосковная усадьба Самариных в селе Измалково. Фото 1905 года

Деревня расположена на северном и западном берегу Самаринского пруда, между прудом и территорией ЗАО «Матвеевское». На противоположном восточном берегу пруда расположена деревня Переделки, на южном — бывшая усадьба Самариных «Измалково».

## История
Переписные книги 1646 года отмечают деревню Измалково в три крестьянских двора, где жило 8 человек мужского пола. Владельцем был стольник и воевода Иван Фёдорович Леонтьев.
Затем имение несколько раз меняло своих владельцев, а 13 августа 1830 года было куплено статским советником, шталмейстером Двора императрицы Марии Фёдоровны Фёдором Васильевичем Самариным. При Самариных была заново отстроена усадьба: сохранился двухэтажный деревянный, но отштукатуренный «под камень» главный усадебный дом в стиле ампир. Слева от дома стоят два одноэтажных рубленых флигеля.
До 2005 года деревня входила в Мамоновский сельский округ, во время муниципальной реформы была включена в состав Одинцовского городского округа.

## Население
| 2002 | 2006 | 2010 |
| ---- | ---- | ---- |
| 97   | →97  | ↗142 |